# Список кардиналов, возведённых папой римским Целестином V

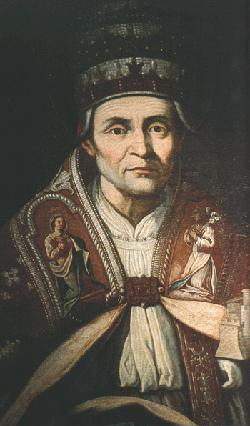
Папа Целестин V

Кардиналы, возведённые Папой римским Целестином V — 13 прелатов, клириков и мирян были возведены в сан кардинала на одной Консистории за пятимесячный понтификат Целестина V.

## Консистория от 18 сентября 1294 года
- Симон де Больё, архиепископ Буржа (кардинал-епископ Палестрины) (королевство Франция);
- Берард де Гот, архиепископ Лиона (кардинал-епископ Альбано) (королевство Франция);
- Томмазо д’Окра, O.Cel., аббат Сан-Джованни-ин-Пьяно (кардинал-священник церкви Санта-Чечилия) (Папская область);
- Жан Лемуан, избранный епископ Арраса, вице-канцлер Святой Римской Церкви (кардинал-священник церкви Санти-Марчеллино-э-Пьетро) (королевство Франция);
- Пьетро дель Акуила, O.S.B., избранный епископ Вальвы-Сульмоны (кардинал-священник церкви Санта-Кроче-ин-Джерусалемме) (Папская область);
- Гийом де Феррьер (кардинал-священник церкви Сан-Клементе) (королевство Франция);
- Николя л’Эд (или де Нонанкур), канцлер или декан соборного капитула Парижа (кардинал-священник церкви Сан-Марчелло) (королевство Франция);
- Робер де Понтиньи, O.Cist., 28-й генеральный настоятель своего ордена (кардинал-священник церкви Санта-Пуденциана) (королевство Франция);
- Симон д’Армантьер, O.S.B.Clun. (кардинал-священник церкви Санта-Бальбина) (Папская область);
- Ландольфо Бранкаччо (кардинал-дьякон с титулярной диаконией Сант-Анджело-ин-Пескерия) (Папская область);
- Гульельмо Лонги, канцлер короля Сицилии Карла II (кардинал-дьякон с титулярной диаконией Сан-Никола-ин-Карчере) (королевство Сицилия);
- Франческо Рончи, O.Cel., первый генеральный настоятель своей конгрегации (кардинал-священник церкви Сан-Лоренцо-ин-Дамазо) (Папская область);
- Джованни ди Кастрокоэли, O.S.B.Cas., архиепископ Беневенто (кардинал-священник церкви Сан-Витале) (Папская область).